# Лиман (город, Украина)
Лима́н (укр. Лима́н, в 1938—2016 годах — Кра́сный Лима́н) — город в Краматорском районе Донецкой области Украины, административный центр Лиманской городской общины. До 2020 года был городом областного значения, будучи административным центром одноимённого района, не входя в его состав (при этом район управлялся Лиманским городским советом). Крупный железнодорожный узел.

## География
Находится на севере Донецкой области. Входит в Краматорскую агломерацию. Расстояние до Донецка: по автодорогам — 136 км, по ж/д — 137 км. Расстояние до Киева: по автодорогам — 674 км, по ж/д — 650 км.

## История

### Российская империя
Слобода Лиман (позже село Лиман) входила в Изюмский уезд Харьковской губернии Российской империи и расположена возле остатков древних озёр, давших ей имя (Лиман — озеро), в 8 км от реки Северский Донец. В 1911 году здесь прошла железная дорога, было построено паровозное депо и станция Шухтаново (до 1916 года), названная так в честь путейского инженера Шухтанова.

### Послереволюционный период
В 1923 году бывшие бойцы 1-й Украинской армии обратились к властям советской Украины с просьбой переименовать станцию Лиман-1 в станцию Красный Лиман. Ходатайство было удовлетворено. Во время административной реформы 1938 года станция Красный Лиман и село Лиман были объединены в одно целое. Так возник город Красный Лиман — районный центр образованной шестью годами ранее Сталинской области.

### Великая Отечественная война
8 июля 1942 года советские органы и войска оставили город, оккупирован германскими войсками. В районе действовал партизанский отряд М. И. Карнаухова.
31 января 1943 года город освобождён советскими войсками Юго-Западного фронта в ходе Ворошиловградской операции 1-й гвардейской армии в составе: 35-й гв. сд (генерал-майор Кулагин, Иван Яковлевич) 4-го гв. ск (генерал-майор Гаген, Николай Александрович). К началу марта был вновь занят немцами в ходе третьей битвы за Харьков. Окончательно освобожден после курской битвы в конце лета 1943 г.

### Послевоенный период
В 1950-х годах построены заводы шлакоблочный, силикатного кирпича, авторемонтные мастерские, пищевой комбинат, цех по изготовлению антибиотиков при ветлечебнице, электрифицирован железнодорожный узел. С 1975 года действуют асфальтный и комбикормовый заводы.

### Война в Донбассе
12 апреля 2014 года силы непризнанной  Донецкой Народной Республики захватили городское отделение милиции, а позже — весь город.
11 мая 2014 года произошли первые серьёзные бои.
3 июня силы АТО пошли в наступление на Красный Лиман. 5 июня ВСУ восстановили контроль над городом.
В феврале 2016 года в рамках декоммунизации городу возвращено историческое название Лиман. В ходе территориальной реформы 2020 года включён в новообразованный Краматорский район, является центром Лиманской городской общины.

### Вторжение России на Украину (2022)

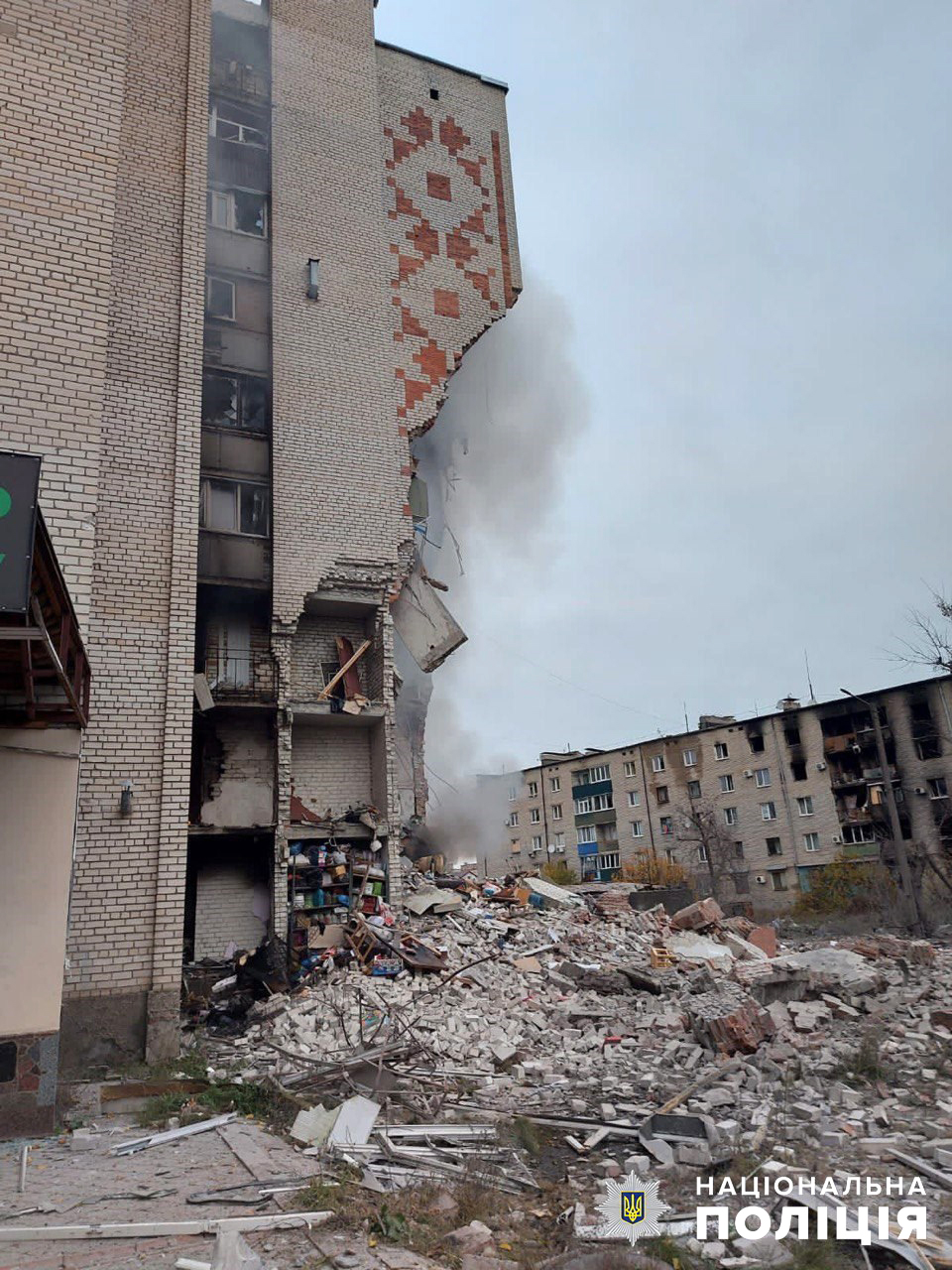
Разрушенные дома в Лимане 7.11.2022

26 мая появились первые сообщения о том, что город перешёл под контроль российских сил. 27 мая британская разведка сообщила в своей сводке, что российская армия оккупировала бо́льшую часть города. В сводке отмечалось, что «Лиман имеет стратегическое значение, поскольку здесь расположен крупный железнодорожный узел, а также имеется доступ к мостам через Северский Донец». 28 мая Министерство обороны РФ заявило о полной оккупации города. В британской разведке назвали взятие Лимана подготовительной операцией к следующему этапу наступления в Донбассе.
После контрнаступления ВСУ в Харьковской области появились сообщения о боях за город. 30 сентября 2022 года российские власти заявили об аннексии Донецкой области Украины в состав России. На следующий день, 1 октября, город был освобождён ВСУ.
8 июля 2023 года российские войска обстреляли магазин в Лимане. Погибло 8 человек, 13 ранено.

## Население
Количество на начало года.
| Год  | Количество жителей |
| ---- | ------------------ |
| 1864 | 2622               |
| 1885 | 3503               |
| 1897 | 4679               |
| 1915 | 6923               |
| 1927 | 3402               |
| 1932 | 7320               |
| 1933 | 9710               |
| 1937 | 22000              |
| 1939 | 25201              |
| 1956 | 27600              |
| 1959 | 28911              |
| 1964 | 29000              |
| 1970 | 30383              |
| 1979 | 31755              |
| 1989 | 31192              |
| 1992 | 31200              |
| 1994 | 31000              |
| 1998 | 29300              |
| 2002 | 28172              |
| 2003 | 27455              |
| 2004 | 26737              |
| 2005 | 26040              |
| 2006 | 25314              |
| 2007 | 24608              |
| 2008 | 23947              |
| 2009 | 23245              |
| 2010 | 22697              |
| 2011 | 22969              |
| 2012 | 22730              |
| 2013 | 22509              |
| 2014 | 22409              |
| 2015 | 22315              |
| 2016 | 22025              |
| 2017 | 21691              |
| 2018 | 21313              |
| 2019 | 21007              |
| 2020 | 20768              |
| 2021 | 20469              |
| 2022 | 20066              |

Рождаемость в 2020 году составила 5,7 на 1000 человек (родилось 238 чел.), смертность — 21,5 (умерло 891 чел.), естественная убыль — −15,8 (-653 чел.), сальдо миграции отрицательное (-0,02 на 1000 человек).
Данные переписи населения 2001 года
| N | Национальность | Количество | Уд. вес (%) |
| - | -------------- | ---------- | ----------- |
| 1 | Украинцы       | 24 459     | 84,35       |
| 2 | Русские        | 3993       | 13,77       |
| 3 | Белорусы       | 168        | 0,58        |
| 4 | другие         | 376        | 1,3         |
|   | Всего          | 28 996     | 100,00      |

### Языковой состав
Родной язык населения по данным переписи 2001 года:
| Язык       | Численность, чел. | Доля     |
| ---------- | ----------------- | -------- |
| Украинский | 19 247            | 69,80 %  |
| Русский    | 8 182             | 29,67 %  |
| Другое     | 146               | 0,53 %   |
| Итого      | 27 575            | 100,00 % |

## Экономика
Лиман — крупный железнодорожный узел, обрабатывающий до 30 % всех грузов Донецкой железной дороги. На железнодорожном транспорте трудится 35 % общего числа занятых в народном хозяйстве, в промышленности — 18 %. Предприятия железнодорожного транспорта: региональное отделение управления «Донецкая железная дорога», путевая машинная станция ПМС-10, локомотивное депо ТЧ-1 Лиман, Лиманское моторвагонное депо РПЧ-3, многочисленные дистанции и участки железной дороги. Также предприятия пищевой промышленности, комбикормовый завод, карьероуправление, «Леман-Бетон» и другие.
На территории района работают более 80 предприятий сельского хозяйства. Лесхоззаг, зверохозяйство — одно из самых крупных на Украине. Ежегодно здесь производится более 40 тыс. шкурок норки. Имеется филиал ООО «Донбасснефтепродукт». Ранее в городе работали заводы силикатного кирпича, асфальтобетонный и консервный завод, пищевкусовая фабрика.
- Объём промышленного производства — 3,6 млн гривен (на 1 жителя — 129 грн).
- Индекс промышленной продукции — 15,5 % в 2003 году к 1990 году.

## Финансы
Прямые иностранные инвестиции на 2003 год — 0,15 млн долларов США. Объём произведённых услуг в 2003 году — 87,1 млн гривен. Коэффициент безработицы — 5,6 %. Среднемесячная зарплата в 2003 году — 571 гривен.

## Достопримечательности
- Дом науки и техники локомотивного депо (ул. Привокзальная)
- Спортивный комплекс «Локомотив» (ул. Константина Гасиева)
- Дом культуры микрорайона «Восточный» (ул. Вишнёвая)

## Памятники
- Памятник погибшим воинам-афганцам (памятник воинам-интернационалистам)
- Памятник (мемориал) жертвам голодомора 1932-1933
- Прижизненный бюст дважды Герою Советского Союза космонавту Л. Д. Кизиму
- Памятник освободителям Красного Лимана (танк Т-34 на постаменте)
- Мемориал «Родина-мать» с Вечным огнём
- Памятники участникам революции, гражданской и Великой Отечественной войн

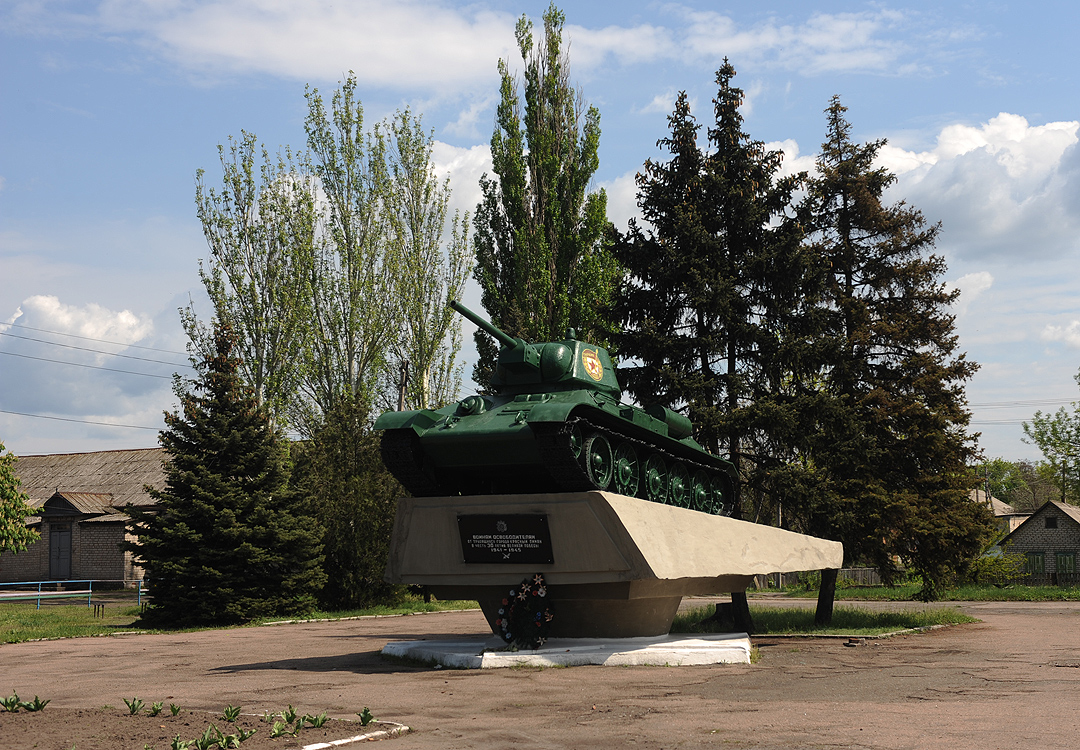
Памятник освободителям Красного Лимана

## Социальная сфера
Техническая школа машинистов. Медицинское училище. Профессионально-техническое училище. 3 больницы (865 мест, 100 врачей), 3 дворца культуры, 29 библиотек, 10 школ (включая лицей и гимназию; 4 500 учеников и 250 педагогов), музыкальная школа, детско-юношеская спортивная школа, филиал Украинского государственного университета железнодорожного транспорта.

## Аэродром
Возле микрорайона Восточный расположена взлётно-посадочная полоса Лиманского аэродрома (Индекс ZD33 / ЗД33).
Аэродром был создан в 1960-х годах. Изначально полёты совершались с грунтовой ВПП, позже была построена асфальтированная ВПП длиной 550 метров. В 1960-х — 1970-х годах с аэродрома совершались регулярные рейсы на самолётах АН-2 в аэропорт Донецк.
В 1980—1990-х годах аэродром использовался для сельскохозяйственных и прогулочных полётов, а также для экстренной перевозки больных.